# Zákaz kouření podle zemí

komplexní národní nekuřácký zákon se týká všech veřejných vnitřních prostorů (někdy s určitými výjimkami)
národní nekuřácký zákon pro veřejné prostory s výjimkou míst zábavy a restaurací, některé oblasti mají komplexnější omezení pro vnitřní prostředí
národní nekuřácký zákon pro veřejné prostory s výjimkou míst zábavy a restaurací nebo nízké vymáhání ve venkovních zábavních prostorách
žádný národní nekuřácký zákon, některé oblasti mají komplexnější omezení pro vnitřní prostředí
slabá nebo neúplná ochrana, nízké vymáhání
nejsou známy žádné předpisy ohledně zákazu kouření (nebo chybí data)

Níže následuje seznam států uplatňujících zákaz kouření.

## Zákazy kouření v Evropě

Piktogram se používá tam, kde platí zákaz kouření.

- V Andoře je od roku 2004 kouření zakázáno ve vládních budovách, vzdělávacích zařízeních, nemocnicích, uzavřených sportovních zařízeních a autobusech. Od 13. prosince 2012 platí zákaz kouření ve všech veřejných místech. Existovala výjimka pro bary a restaurace, které mohly mít speciální kuřácké místnosti, které splňovaly přísné podmínky, jako např. v nich nemohly být poskytovány potraviny a nápoje.[1] Od roku 2014 už tato výjimka možná není a v restauracích a barech se kouřit nesmí.[2]
- V Belgii platí zákaz kouření na pracovištích, ve školách, vlacích, vlakových stanicích a v restauracích, včetně barů a kasín.
- 2005: Společnosti měly zavést plány, které měly odrazovat od kouření.
- Leden 2006: Kouření zakázáno na pracovištích
- Leden 2007: Kouření zakázáno v restauracích a barech s výjimkou těch, která podávají "lehká jídla" (např. studená kuchyně, pizzy). Tato jídla musela tvořit méně než 30 % příjmů z prodeje. Malé bary také nebyly zahrnuty v předpisech.
- Září 2008: Kouření již není dovoleno ve školách.
- Leden 2010: všeobecný zákaz kouření, který by zahrnoval všechny druhy barů byl diskutován, nakonec byl zmírněn na soubor předpisů, které se na bary vztahují pouze tehdy, pokud se podávají jídla[3]
- Červenec 2011: Dne 15. března 2011 belgický Ústavní soud rozhodl, že diskriminace mezi bary podávají jídlo a těmi, které nepodávají jídlo (a kasiny) by mohla narušit hospodářskou soutěž, a v důsledku musela v červenci 2011 skončit částečná výjimka. V Belgii je tedy bez výjimky zakázáno kouření v barech, restauracích a kasinech.[4][5] Úplný zákaz kouření ve všech vlacích (kuřácké vagony již neexistují) a vlakových stanicích (pouze v uzavřených prostorách). Autobusy a tramvaje jsou také nekuřácké.
- Bulharsko, zákaz kouření schválen poslanci v květnu 2009, platí od června 2010.[6] Od 1. června 2012 platí zákaz kouření v restauracích, barech, kavárnách a na pracovištích. Kouřit je možné pouze v kuřárnách na letištích.[7]
- Černá Hora, zákaz kouření ve veřejných budovách, včetně barů, restaurací, škol a kin.[6]
- V Česku platil od ledna 2006 zákaz kouření na některých veřejných místech jako jsou nemocnice, autobusové a vlakové zastávky, školy, úřady. Netýkal se však restaurací, barů a klubů. Od 1. září 2007 se na území Česka přestalo kouřit v dálkových mezinárodních vlacích a od 9. prosince 2007 je zakázáno kouření ve všech vlacích Českých drah.[8] V červnu 2009 parlament schválil návrh zákona zdánlivě upravující kouření na veřejných místech. Ten však pouze vyžadoval, aby restaurace a bary byly označeny nápisem, zda je kouření povoleno, zakázáno a nebo, zda v provozovně existují oddělené prostory pro kuřáky a nekuřáky.[9] Od 31. května 2017 platí úplný zákaz kouření v restauracích, barech, sportovištích, zábavních prostorách (kino, divadlo, koncertní síň, sportovní hala) na základě zákona z prosince 2016, schváleného Poslaneckou sněmovnou, následně Senátem a podepsaného prezidentem republiky.[10][11]
- Dánsko, od 1. dubna 2007 platí zákaz kouření ve všech veřejných budovách včetně škol, restaurací, hospod a barů. Vyjmuty ze zákazu jsou bary a kluby pod 40 metrů čtverečních rozlohy a na uzavřených pracovištích jsou povoleny oddělené a uzavřené kuřárny.[12] Od 1. července 2014 je zakázáno kouřit na nádražích, včetně nástupišť (ať už jsou uvnitř nebo venku).[13]
- Estonsko, zákaz kouření v restauracích a barech od 5. června 2001. Výjimku mají podniky, kde jsou oddělené místnosti pro kouření se samostatnou ventilací.[6]
- Finsko, od 1. června 2007 platí zákaz kouření v restauracích, barech, kavárnách a hospodách. Dvouletou výjimku mělo asi sto pohostinských zařízení. I v nich ale musely být prostory pro kuřáky zcela odděleny a nesmělo se zde podávat jídlo. Již od roku 1995 se nesmělo kouřit na pracovištích, ve veřejných budovách s výjimkou pohostinských zařízení a v hromadné dopravě.[14] Kouření bylo povoleno ve vlacích ve vymezených kuřáckých prostorách až do června 2013, kdy byla zakázáno národní železniční společnosti. Kouření v barech je i nadále povoleno v uzavřených kuřáckých prostorách, kde se nesmí obsluhovat nebo konzumovat jídlo nebo pití. Mnoho menších barů nebylo schopno zřídit takové prostory a kuřáci musí kouřit venku.
- Francie, od 1. února 2007 platí zákaz kouření na veřejných místech (zastávky, muzea apod.). Od ledna 2008 platí zákaz kouření i v restauracích, barech, trafikách a na diskotékách.[6]
- Na Gibraltaru je kouření zakázáno ve všech uzavřených veřejných prostorách od 1. října 2012 (včetně barů a restaurací).[15]
- Chorvatsko, od 6. května 2009 platí zákaz kouření v restauracích, na pracovištích a úřadech. Zapálit si cigaretu je dovoleno jen ve vymezených kuřárnách či na terasách restaurací.[16] Dne 10. září 2009 byly částečně zrušeny předpisy omezující kouření v barech a kavárnách s termínem do 9. dubna 2010. Majitelé podniků do 50 metrů čtverečních, které splňují velmi přísné podmínky, si mohou vybrat, zda chtějí povolit kouření. Jednou z podmínek je ventilační systém, který je schopen vyměnit vnitřní ovzduší nejméně 10 krát za hodinu. V březnu roku 2010 pouze 16 (z 16 000) zařízení v celém Chorvatsku pravidla splnilo a bylo v nich povoleno kouření.[17] Větší podniky musí mít vyhrazené a samostatně větrané místo pro kuřáky[18]
- Irsko, 29. březen 2004 první země na světě, která zakázala kouření ve všech uzavřených veřejných prostorách jako jsou bary, restaurace, nemocnice úřady, veškerá veřejná doprava atd., nezáleží na tom, zda mají kuřácké sekce či ne. Některé veřejné budovy nechaly později vybudovat před východy obchodů „kuřácké altánky“ pro kuřáky. Vyloučeny ze zákazu jsou hotelové pokoje, věznice, psychiatrické léčebny a některé typy budov.
- Island, kouření a používání jiných tabákových výrobků je zakázáno ve většině veřejných prostranství na Islandu. Patří sem všechny uzavřené prostory ve společném vlastnictví, všechna zařízení určená pro děti, veškerá veřejná dopravy a veškeré služby; včetně restaurací, barů, klubů a kaváren[19]
- Itálie, 10. ledna 2005 zakázala kouření ve všech uzavřených veřejných prostorách a na všech pracovištích. Výjimka ze zákazu platí pro oddělené kuřárny, které splňují zadané technické parametry.[20]
- Litva, zakázáno 1. ledna 2007 (vyjma „dýmkových a cigaretových klubů“).
- Lotyšsko, od 1. května 2010 je kouření zcela zakázáno v restauracích a barech. Kouření je také omezeno v parcích a na deset metrů kolem vchodů do veřejných budov, stejně jako na zastávkách veřejné dopravy. Kouření ve veřejné dopravě je zakázáno s výjimkou pro trajekty.[21]
- Lucembursko, kouření je od 5. září 2006 zakázáno ve všech uzavřených veřejných místech, jako jsou nemocnice, nákupní centra, školy a restaurací. Nicméně kavárny a bary, které podávají pouze lehké občerstvení byly ze zákony vyjmuty. V kavárnách, kde se podávají jídla, platil zákaz kouření pouze od 12 do 14:00 hodin a od 19:00 h do 21:00 h. Od 1. ledna 2014 se už zákaz kouření také vztahuje na všechny kavárny a bary, s výjimkou oddělených větraných kuřáckých místností schválených Ministerstvem zdravotnictví.[22] Od 13. srpna 2017 je kouření zakázáno na hřištích, sportovištích, kde si hrají osoby mladší 16 let a v soukromých vozidlech, ve kterých je přítomno dítě mladší 12 let.[23]
- Maďarsko, od 1. ledna 2012 platí zákaz kouření v uzavřených veřejných prostorách, včetně barů a restaurací, stejně tak a bez výjimky na pracovištích a ve vozidlech městské hromadné dopravy. Zákaz se vztahuje mimo jiné i pro podchody a otevřená dětská hřiště.[24]
- Malta, od října 2004, je zákonem zakázáno kouření ve všech veřejných místech,včetně barů, nočních klubů a restaurací, i když prostory pro kuřáky jsou povolené.
- V Monaku platí od 1. listopadu 2008 protikuřácký zákon zakazující kouření ve veřejných vnitřních prostorách, včetně barů, restaurací a nočních klubů.[25]
- Všech 16 německých spolkových zemí má své vlastní kuřácké zákony, které se liší od poměrně slabých zákazů až po úplné zákazy ve všech jídelních a nápojových provozovnách. V současné době (červenec 2016) Bavorsko, Sársko a Severní Porýní-Vestfálsko, které dohromady představují téměř 40 procent německého obyvatelstva, mají přísné zákazy kouření včetně všech restaurací, hospod, kaváren a diskoték. Ostatní spolkové země budou pravděpodobně zavádět přísné zákony v budoucnosti.
- Nizozemsko Zákaz kouření v restauracích, kavárnách, barech, festivalových stanech a nočních klubech od 1. července 2008.[26] Na pracovištích, veřejných budovách a veřejné dopravě se nesmí kouřit od 1. ledna 2004.[6]
- Norsko, od 1. června 2004 zákaz kouření ve všech veřejných vnitřních prostorách, včetně barů, klubů a restaurací.[27][28] Od července 2017 se zákaz vztahuje také na elektronické cigarety.
- Polsko, kouření je zakázáno ve školách, nemocnicích a dalších zdravotnických zařízeních a ve veřejné dopravě (včetně vozidel, např. ve vlaku nebo autobusu a na autobusových zastávkách, vlakových stanicích, atd.). Od 1. ledna 2011 je zakázáno kouřit ve všech veřejných vnitřních prostorách, včetně barů, kaváren, restaurací a diskoték. Uzavřené prostory pro kuřáky jsou ale v těchto zařízeních povoleny.[29]
- Rakousko zakázáno kouření na všech veřejných místech od 1. leden 2009, úplný zákaz ve všech barech a restauracích, včetně vodních dýmek a elektronických cigaret, platí od 1. listopadu 2019.[30] Původně, od roku 2009, nešlo o úplný zákaz kouření, restaurace a kavárny do 50 m2 se mohly rozhodnout, zda jsou kuřácké či nekuřácké a viditelně být označeny. Větší podniky musely být buď nekuřácké, či mít stavebně oddělenou kuřáckou a nekuřáckou část. [31] Od května 2018 mělo být kouření zakázáno ve všech restauracích, barech, diskotékách a hospodách bez výjimky. Jen hotely budou moci mít kuřácký pokoj bez obsluhy.[32] V březnu 2018 rakouský parlament toto nařízení zrušil a v restauracích, barech atd. se dalo i nadále kouřit,[33] v červenci 2019 by přijat nový zákon, zakazující kouření bez výjimek.
- V Rumunsku je od března 2016 zakázáno kouření ve všech uzavřených veřejných prostorách, včetně zábavních podniků, a venku v blízkosti dětských hřišť. Podle zákona je kouření povoleno jen na speciálně vyhrazených místech na letištích a maximálně hlídaných věznicích.[34] Již dříve bylo kouření zcela zakázáno ve vnitřních veřejných místech, jako jsou školy, kancelářské budovy a veřejné institucí, i když za určitých podmínek mohli být pro kuřáky zřízeny speciálně upravené prostory. Nemocnice, vlaky a bukurešťské metro jsou, mimo další místa, již zcela nekuřácké. Rumuni (dle tamějších médií) berou však omezující zákony shovívavě.[35]
- Rusko zakázalo od 1.6. 2013 kouření na pracovištích, nádražích, v metru, v přístavech, dětských hřištích a plážích. Od 1. 6. 2014 se nesmí kouřit v hotelích, restauracích, barech, kavárnách, obchodech a ve vlacích na dlouho trať.[36]
- Řecko Zákaz kouření od 1. července 2009 ve všech veřejných prostorách, včetně barů, kaváren, restaurací, pracovišť. Možná pokuta je až 500 eur. Možná výjimka pro malé podniky do 70 metrů čtverečních – mohou si vybrat – buď být celé nekuřácké či kuřácké.[37] S účinností od 1. září 2010 platí nový zákon zakazující kouřit a užívat tabákové výrobky na všech pracovištích, zastávkách, vozidlech taxislužby a osobních lodích (ve vlacích, autobusy a letadlech již bylo kouření zakázáno), stejně jako ve všech uzavřených veřejných místech, včetně restaurací, nočních klubů, atd., bez výjimky. Kasinům a barům větší než 300 m2 bylo poskytnuto osm měsíců k uplatňování zákona.[38] Vymáhání práva je údajně slabé; většina majitelů kaváren, hospod a restaurací kouření toleruje.
- Severní Makedonie, zakázáno od 1. ledna 2005 ve všech veřejných prostorách, v restauracích a barech (ty mohou za jistých podmínek vyčleněné prostory pro kuřáky).[6] Od října 2008 platí zpřísněný zákaz kouření ve všech veřejných prostorech s výjimkou kaváren, barů a nočních podniků, které musí být nekuřácké od 1. ledna 2010.[39]
- Spojené království
  -  Anglie, od 1. července 2007 všechna uzavřená veřejně přístupná místa (ustanovení podle zákona Health Act 2006).
  -  Severní Irsko, od 30. dubna 2007 ve všech uzavřených veřejně přístupných místech.
  -  Skotsko, 26. březen 2006, ve všech uzavřených veřejně přístupných místech (ustanovení podle zákona Smoking, Health and Social Care (Scotland) Act 2005).
  -  Wales, všechna uzavřená veřejně přístupná místa od 2. dubna, 2007. Od léta 2019 je zakázáno kouřit ve venkovních prostorách škol a nemocnic.[40]
- Slovensko Zákaz kouření od 1. dubna 2009 ve veřejných prostorách – zdravotnické, kulturní, školní a sportovní zařízení, dětská hřiště, zastávky, letiště, nádraží. Tam, kde se podává jídlo, musí být vstupní část nekuřácká a stavebně oddělena[41]. Od 1. června 2013 zákaz kouření v obchodních domech a v provozovnách společného stravování bez ohledu na to, zda bylo jídlo připravené přímo na provozovně.[42]
- Slovinsko zákaz kouření ve veřejných prostorách od srpna 2007, v barech a restauracích lze kouřit jen na speciálních místech.[43]
- Srbský parlament schválil nový zákon o kouření na veřejnosti v listopadu 2010. Je zakázáno kouřit ve všech vnitřních pracovních nebo veřejných prostorech a ve všech vnějších prostorech, které je funkční součástí zařízení a slouží pro zdravotní péči, vzdělání nebo péči o dítě. Tento zákon stanoví velmi vysoké pokuty pro zaměstnavatele a majitelé restaurací, kteří nemají uveřejněné oznámení o zákazu kouření. Podniky (bary, kavárny, restaurace, noční kluby atd.) menší než 80 metrů čtverečních si mohou vybrat, zda chtějí zakázat kouření, nebo ne a podniky větší než 80 metrů musí mít oddělené prostory pro kuřáky a nekuřáky.[44]
- Španělsko, 1. leden 2006 následovalo Irsko v zákazu kouření na všech pracovištích, barech a restauracích o více než 100 metrech čtverečních. Menší podniky si mohly vybrat, zda kouření povolí. Jelikož se starý zákon minul účinkem, je díky novému zákonu od 2. ledna 2011 kouření zakázáno ve všech interiérech veřejně přístupných míst, včetně restaurací, barů a kaváren. Hotely mohou mít 30% kuřáckých pokojů, psychiatrické léčebny, věznice a domy pro seniory mohou mít veřejné kuřácké místnosti, kam zaměstnanci nemohou vstoupit. Venkovní kouření je zakázáno u zařízení péče o děti, v dětských parcích a kolem škol a nemocničních zařízeních.[45]
- Švédsko, 1. červen 2005 zákaz kouření ve všech provozovnách prodávajících jídlo nebo pití, vyjma členů neprofitových organizací. Kouření v nově vytvořených kuřárnách a venku je povoleno. Kouření ve veřejné dopravě a většině veřejných míst je zakázáno již od roku 1983.
- Švýcarsko, Švýcarský federální shromáždění schválilo zákon na ochranu před pasivním kouřením v roce 2008, který vstoupil v platnost dne 1. května 2010. Zákon zakazuje kouření v uzavřených, veřejně přístupných prostorách a pokojích, které jsou pracovišti pro více osob. Existují výjimky pro bary a restaurace, které mohou umožnit kouření v oddělených, větraných místnostech nebo v zařízeních menší než 80 metrů čtverečních, avšak federální zákon umožňuje stanovit přísnější kantonální zákazy kouření.[46] Kvůli federálnímu zákonu musely všechny kantony přijmout své vlastní nekuřácké vyhlášky. V červnu 2009 měly všechny kantony, s výjimkou kantonů Curych, Appenzell Innerrhoden, Glarus, Jura, Obwalden a Schaffhausen omezeno kouření v uzavřených veřejných prostorách (ačkoli restaurace jsou osvobozeny v Kantonu Lucern a kantonu Nidwalden). Podrobnosti o omezeních se poněkud liší a v několika kantonech předpisy vstoupily v platnost po určitou přechodnou dobu mezi lety 2009 a 2012. Zákaz v Kantonu Ženeva vstoupil v platnost dne 31. října 2009.
- Na Ukrajině platí zákaz kouření v uzavřených veřejných místech, včetně restaurací, diskoték, nočních klubů, na vnitřních pracovištích a ve všech státních a kulturních institucích od 16. prosince 2012.[47][48][49]
- Ve Vatikánu od července 2002 platí zákon podepsaný papežem Janem Pavlem II., který zakázal kouření na všech místech přístupných veřejnosti a ve všech uzavřených pracovištích v rámci Vatikánu a v rámci všech nemovitostí ležících mimo Vatikán. Zákaz kouření v muzeích, knihovnách a kostelech na území Vatikánu je již v platnosti dlouhou dobu.[50]

## Zákazy kouření v Africe
- Jižní Afrika je od 1. října 2000 první zemí na světě, která zakazuje kouřit na všech veřejně dostupných místech, včetně barů a restaurací. Pokud není budova stavebně upravena dobře klimatizovanými místnostmi, oddělenými zdí a dveřmi od zbytku zařízení a které nepřesahují 25% rozlohy zařízení. (Tobacco Products Control Amendment Act of 1999)
- Keňa v květnu 2006 zakázala kouření na veřejných místech[51] (Nejvyšším soudem byl zákaz dočasně pozastaven nejméně do 30. června[52]).
- Tanzanie, zakázáno na veřejných místech.[52]
- Uganda, zakázáno na veřejných místech v roce 2004.[52]

## Zákazy kouření v Americe
- Argentina podepsala Rámcovou úmluvu Světové zdravotnické organizace o kontrole tabáku v září 2003. Mnoho provinčních a městských zastupitelstev již má (nebo jsou v procesu implementace) zákon zakazující konzumaci tabákových výrobků ve vládních budovách a přilehlých venkovních prostorách, stejně jako zákaz prodeje tabákových výrobků nezletilým.
- Kouření v Brazílii je zakázáno ve všech uzavřených veřejných prostorách, s výjimkou speciálních kuřáckých prostor.[53] Od 15. prosince 2011 spolkový zákon 12546 (článek 49) zakazuje kouření v uzavřených prostorech v celé zemi, včetně všech restaurací a barů.[54]
- Chilský zákonodárný orgán schválil celostátní zákaz všech kouření ve veřejných uzavřených prostorách v roce 2013.[55]
- Falklandy, kouření bylo zakázáno ve všech uzavřených veřejných místech (včetně hospod, restaurací, společenských klubů, hotelů a obchodů), na uzavřených pracovištích a ve veřejných dopravních prostředcích (taxi a autobusy) od 1. února 2011.[56]
- Kouření v Kanadě je zakázáno ve všech vnitřních veřejných prostorách a na pracovištích (včetně restaurací, barů a kasin), podle legislativ všech teritorií, provincií a federální vlády. Od roku 2010 jsou zákazy kouření v rámci každé z těchto jurisdikcí většinou v souladu i přes samostatnou přípravu právních předpisů v každé zemi. Zákaz kouření federální vlády se vztahuje pouze na federální vládu a federálně regulované podniky, jako jsou letiště. Kuřácké pokoje jsou podle většiny jurisdikcích k dispozici ve vybraných hotelech a motelech. Manitoba, Nova Scotia, Newfoundland a Labrador, a Ontario také zakázáno kouření ve vozidlech s dětmi do 14 let.[57][58]
- Kuba, od 7. února 2005 platí zákaz na většině pracovišť, cigaretové automaty byly odstraněny a je zakázáno prodávat tabákové výrobky v blízkosti škol.[59]
- Spojené státy americké, není federální legislativa na kouření, avšak existují některé státní a místní úpravy.
- Uruguay, od 1. března 2006 zakázáno na všech veřejných místech. (Pokuta 27 300 uruguayských pesos za první porušení, 54 600 uruguayských pesos za další porušení a uzavření podniku).

## Zákazy kouření v Asii
- Arménský první zákon na omezení prodeje, konzumaci a používání tabákových výrobků v národním měřítku vešlo v platnost 2. března 2005. Zakazuje kouření ve všech prostředcích veřejné dopravy a ve všech kulturních, vzdělávacích a zdravotnických institucích.[60]
- Bhútán je první zemí na světě kde je zákaz kouření včetně prodeje tabákových výrobků (zákaz kouření na veřejnosti od roku 2005, zákaz prodeje a pěstování tabáku od roku 2010).[61]
- Čína chce zakázat kouření v sedmi velkých městech.[62] Americké Středisko pro kontrolu nemocí a prevenci nemocí (CDCP) doufá, že nařízení vstoupí v platnost na konci roku 2011.
- Hongkong, 1. leden 2007, zákaz kouření téměř na všech veřejných místech podle zákona The Smoking Ordinance, včetně restaurací parků, pláží, plaveckých bazénů, sportovních zařízení a kulturních míst. Dočasná výjimka je udělená do 1. července 2009 některým místům jako jsou nálevny a herny.
- Gruzie, od května 2018 zákaz kouření na veřejných místech (nádraží, hotely, restaurace, kavárny, atd.).[63]
- Indie, 1. květen 2004 platí zákaz kouření na veřejných místech (pod pokutou 200 rupií za porušení).
- Japonsko, Většina vlakových stanic, vlaků, vládních budov. Všechna letiště zakázaly kouření, dále je na každém provozovateli železniční dopravy, zda vydá tento zákaz.
- Jižní Korea, od roku 2003, zákaz v kinech, obchodech, hostincích, hotelech, školách, nemocnicích, veřejných zdravotnických centrech, nástupištích, vlakových stanicích, letištích, přístavech PC bang, vládních budovách, mateřských školkách a dalších vybraných zařízeních (jako jsou velké restaurace). Od prosince 2012 je kouření zcela zakázáno v barech a restauracích větších než 150 čtverečních metrů, kavárnách, vládních budovách, školkách, školách, univerzitách, nemocnicích, mládežnických zařízeních, knihovnách, dětských hřištích, soukromých školách, metru, na nádražích, velkých budovách, divadlech, obchodních domech a nákupních centrech, velkých hotelech a dálničních odpočívadlech. Zákon se od ledna 2014 vztahuje i na bary a restaurace větší než 100 metrů čtverečních a internetové kavárny. Zcela zakázáno kouření ve všech barech a restauracích bez ohledu na jejich velikost platí od ledna 2015.[64]
- Kazachstán, částečný zákaz kouření na veřejných místech, od 1. dubna 2003.[65] Plný zákaz byl zaveden v září 2009.[66]
- Kuvajt má zákon zakazující kouření v interiéru na veřejných místech od roku 2012, a to včetně restaurací, kaváren a hotelů, ale s výjimkou pro salony s vodními dýmkami.[67]
- Malajsie Zákaz kouření v restauracích, veřejné dopravě, vládních budovách, mešitách atd. V barech se stále smí kouřit.
- Singapur rozšířil svůj zákon z 1. října 2005 pro hospody a autobusové zastávky. Zákaz nabývá platnost dne 1. července 2006 a rozšiřuje se na venkovní pouliční prodejní stánky a kavárny.
- Thajsko, 8. listopad 2002 zakázáno ve všech budovách vybavených klimatizací, dále v nemocnicích, vládních úřadech, telefonních budkách, elevátorech, chrámech apod. V září 2005 bylo zakázáno zobrazování tabákových výrobků, včetně reklamy v obchodech a v reklamě. Prosinec 2006 kuřáci mají zakázáno si zapálit na veřejných místech.[68]
- Turecko, aktuálně (od 19. července 2009) je zakázáno kouření v barech a restauracích.[69] Dříve, od7. listopadu 1996, zákaz na veřejných místech pod pokutou 700 YTL. Od roku 2008 zákaz kouření na veřejných místech, pracovních místech a v prostředcích veřejné dopravy.[70]
- V lednu 2016 turkmenský prezident Gurbanguly Berdimuhamedow zakázal prodej všech tabákových výrobků na celostátní úrovni, čímž se Turkmenistán stal druhou zemí na světě (po Bhútánu) s takovou politikou.[71]
- Vietnam, 7. leden 2005 zakázáno na veřejných místech včetně letišť, veřejné dopravy, autobusových a vlakových stanic a zastávek, vládních budov a čekáren.

## Zákazy kouření v Oceánii
- Austrálie, federální zákon zakazuje kouření ve všech vládních budovách Commonwealthu, ve většině veřejných dopravních prostředků, letištích a mezinárodních a vnitrozemských letech. Další zákony jsou již vydány a požadovány individuálně jednotlivými státy. Od roku 2010 již všechny Australské státy a teritoria zakazují kouření v uzavřených veřejných prostorách, zvláště na pracovištích a v restauracích.
  - Tasmánie byla prvním australským státem, který zavedl úplný zákaz kouření v uzavřených prostorách v lednu 2006
  - Západní Austrálie je druhým australským státem, kde platí zákaz kouření ve všech uzavřených prostorách hospod, barů a klubů od července 2006. Kouření je povoleno ve venkovních prostorách a venkovních zahrádkách (venkovní stravovací prostory) a v mezinárodních pokojích v Burswood casino. Ministr zdravotnictví povolil kuřákům konzumaci pití bez jídla: Více informací o povolených místech je na: www.rgl.wa.gov.au/liquor/policy/breakout_areas.pdf
  - Queensland: Kouření je zakázáno ve všech hospodách, klubech, restauracích a na pracovištích stejně jako na komerčních venkovních pohostinských zařízeních a veřejně dostupných místech (např. hlídané pláže, dětská hřiště, většina sportovních stadionů a ve vzdálenosti 4 metry od vchodu do každého nebytového prostoru). Od 1. července 2006 mohou držitelé licencí na prodej alkoholu v prostorách hotelů, klubů nebo kasin vyhradit až 50 % venkovních prostor ke kouření a konzumaci alkoholu. V těchto místech však nesmí být podáváno jídlo ani pití, žádné jídlo zde nesmí být konzumováno, žádná zábava zde nesmí být nabízena a nesmí zde být umístěny žádná herní zařízení. „Pásmo“, které má být buďto 2 metry široká nebo 2,1 metru vysoká plocha, která je nepropustná kouři, a musí být ohraničena kdekoliv přiléhá k dalším částem venkovního zařízení obvykle přístupné zákazníkům. Prostory, kde přistoupili na takovéto opatření musí mít kuřácká opatření nastavena tak, aby byly v souladu s právními požadavky zákona. Pro ostatní licencované provozovny na prodej alkoholických a nealkoholických nápojů platí od 1. července 2006 úplný zákaz kouření ve všech venkovních místech pro podávání nápojů a jídel.
  - Na Teritoriu hlavního města Austrálie platí zákaz kouření ve všech uzavřených veřejně přístupných místech od prosince 2006. Ať tak či onak, pokud rozměry veřejného „otevřeného“ místa (venkovní prostory) jsou větší než 25 % celkového povrchu stropů nebo zdí (za předpokladu že jsou ploché) a zdí a oken (ať již otevíratelných či nikoliv), poté prostory nebudou uvažovány jako ‘podstatně uzavřené’ a tudíž zákaz uvedený v zákoně se na ně nevztahuje.
  - New South Wales: Nadto k zákazu na veřejných místech většina podlahových prostor hospod, barů a klubů musí být nekuřácké. Úplný zákaz na „uzavřené prostory“ vešel v platnost od července 2007. V tomto státě je za veřejné místo uvažováno jen zcela zakrytý prostor pouze pokud je celková rozloha stropů a zdí více než 75 % své celkové normy na stropní části a zdi. Okna a dveře mohou být započítány jako otevřený prostor pouze pokud jsou otevřeny dokořán během trvání provozní doby. 10 % z celkového objemu stěn a stropů musí být stále otevřeno.
  - Victoria: Zákaz kouření ve veřejných uzavřených prostorách od července 2007. Nicméně kouření je povoleno v neuzavřených jídelních prostorách, pokud strop a stěny pokrývají ne více než 75 % celkového pomyslného prostoru zdí (např. pokud kombinace stěn a stropu je ve 25% otevřeno ven). Kouření je také povoleno na balkónech, terasách, dvorcích, přístřešcích a cestách pro pěší.
  - Jižní Austrálie: Kouření zakázáno ve všech vnitřních prostorách pro stravování od ledna 1999.[72] Kouření je zakázáno ve všech uzavřených veřejných místech od listopadu 2007.
  - V Severním teritoriu platí zákaz kouření ve všech uzavřených prostorách restaurací, licencovaných klubech a hospodách od 2. ledna 2010. Od 2. ledna 2011 platí navíc zákaz kouření ve venkovních prostorách, kde se podává jídlo a pití.[73]
- Nový Zéland: 10. prosinec 2004 zákaz ve všech uzavřených pracovištích, včetně barů, klubů a kasin. Ustanovující zákon je Smokefree Environments Amendment Act ze 3. prosince 2003.

## Venkovní zákazy kouření
- Kouření je zakázáno na některých plážích v Sydney v Austrálii.
- Od 1. března 2006, platí ve Victorii v Austrálii zákaz kouření na všech vlakových nástupištích, autobusových a tramvajových zastávkách.[74]
- V Australském státě Queensland je kouření zakázáno ve vzdálenosti čtyř metrů od vchodů do budov úřadů a do vzdálenosti 10 metrů od dětských hřišť a jejich vybavení. Dále je kouření zakázáno ve venkovních podnicích podávajících jídlo a pití, na hlídaných plážích a na všech velkých sportovních stadionech.[75]
- Edmonton, Alberta, Kanada – kouření je zakázáno na všech venkovních terasách barů, restaurací a kasin od 1. července 2005.
- Calabasas, Kalifornie, USA – kouření bylo v roce 2006 zakázáno téměř ve všech vnitřních a venkovních veřejných prostorách. Jedná se pravděpodobně o nejpřísnější zákon v USA.
- Vybrané městské čtvrti v Tokiu v Japonsku zakázaly kouření na ulicích. Tento zákon je uplatňován a narušitelé jsou pokutováni. Jako odezva vznikly s podporou Japan Tobacco kuřácké kavárny.
- Cambridge Memorial Hospital v Cambridgi v Ontariu v Kanadě – nařízen úplný (venkovní) zákaz kouření, zřejmě první provincie ne-li země, kde byl v říjnu 2004 venkovní zákaz kouření vyhlášen. Ve stejné době Wilfrid Laurier University v blízkém City of Waterloo navrhla podobný úplný zákaz kouření na své nemovitosti poté, co se 10metrový venkovní zákaz z roku 2002 neosvědčil.[76] Předpokládá se, že WLU je třetí kanadskou (veřejnou) post-secondary institucí, která uvažuje o tak drastických opatřeních hned po Carleton and Acadia.
- Kouření je zakázáno v zastávkách Hamilton Street Railway v Hamiltonu v Ontariu.
- Je nezákonné kouřit v autobuse nebo v autobusové zastávce ve Winnipegu v Manitobě.
- Je nezákonné kouřit v autobuse nebo v autobusové zastávce stejně jako 4 metry od jakékoliv budovy v Halifaxu v Novém Skotsku.

## Další zákazy
- Jižní Afrika projednala zákon Tobacco Products Control Amendment Act in 1999
- Turkmenistán, výnosem presidenta Saparmurata Niyazova bylo zakázáno žvýkání tabáku.
- 17. prosince 2004 vzešel  v Nepálském království Bhútán v platnost celonárodní zákaz prodeje tabákových výrobků. Od 22. února 2005 se stalo nezákonné kouřit ve všech veřejných prostorách.
- Všechny veřejné Katolické školy Regionu Waterloo v Ontariu, Kanada zakázaly kouření ve školních prostorách v roce 1994.
- Tobacco fatwa,  Írán (1891),  Egypt (2000)

## Některá omezení
V některých zemích, jako je Francie a Rusko, zákazy nařídily dřívější povolení pro kuřácké sekce v restauracích, stejně tak možnost speciálních kuřáckých místností používaných kuřáky v dalších pracovních místech.